# Adam Cheng
Adam Cheng Siu-chow (cinese tradizionale: 鄭少秋; cinese semplificato: 郑少秋; pinyin: Zhèng Shàoqiū; jyutping: Zeng6 Siu3 Cau1; Hong Kong, 4 febbraio 1947) è un cantante e attore cinese di Hong Kong, con origini di Taishan, nel Guangdong, Cina continentale.

## Carriera
Adam Cheng ha iniziato a recitare negli anni '70, facendo strada nell'ambito delle serie televisive storiche e wuxia della rete televisiva TVB, basate su storie tratte principalmente dai lavori di Louis Cha e Gu Long, titoli quali The Heaven Sword and Dragon Saber e Chor Lau Heung. L'inizio della carriera di attore è coinciso, altresì, con quello della carriera come cantante, poiché egli ha cantato diverse sigle e canzoni per le colonne sonore delle serie in cui ha recitato, particolarmente in The Greed of Man e Cold Blood Warm Heart. Cheng continua a recitare, sempre spalleggiato dalla rete televisiva TVB, in televisione ed al cinema anche in anni recenti, guadagnandosi la reputazione di attore veterano la cui popolarità è destinata a durare ancora a lungo.

## "Effetto Ting Hai"
Nel 1992, la TVB ha trasmesso una serie televisiva intitolata The Greed of Man, il cui tema centrale era il mercato azionario. La serie esplorava i sotterfugi e gli stratagemmi utilizzati dalle persone senza scrupoli per fare fortuna all'interno del mercato. Cheng ha interpretato il ruolo di Ting Hai, un personaggio che fa un'immensa fortuna vendendo allo scoperto strumenti derivati ed azioni durante un ribasso di mercato. Durante la serie si assiste alla bancarotta di innumerevoli personaggi, mentre la famiglia di Ting Hai diventa sempre più ricca, finché non viene sconfitta dalla sua nemesi. La popolarità che ottenne Adam Cheng con questa serie è dovuta principalmente ad un fattore che è stato poi chiamato "effetto Ting Hai", nome preso in prestito dal suo personaggio nella serie. Questo "effetto" implica un fenomeno realmente accaduto che non ottiene ancora spiegazioni, sebbene probabilmente sia solo una coincidenza, ossia ogni volta che viene trasmessa una serie televisiva in cui recita l'attore, il mercato azionario globale subisce una caduta.

## Vita privata
Cheng ha quattro figlie. La maggiore, Cheng On-yee, è nata dalla relazione con la sua prima moglie, che poi si è conclusa con un divorzio. Nel 1985, Cheng sposò la collega attrice Lydia Shum dopo 14 anni di convivenza, e dopo due anni la coppia ebbe un'altra figlia, Joyce Cheng. Dopo soli otto mesi dalla nascita della bambina i due divorziarono, e nel 1989 Cheng sposò Koon Jing-wah, con la quale ebbe altre due figlie, Cheng Wing-yan e Cheng Wing-hei.

## Filmografia

### Cinema
| Anno | Titolo                              | Ruolo               | Note   |
| ---- | ----------------------------------- | ------------------- | ------ |
| 1980 | The Sword                           |                     |        |
| 1981 | Shaolin and Wu Tang                 | Chao Fung-wu        |        |
| 1981 | Return of the Deadly Blade          |                     |        |
| 1982 | Cat vs. Rat                         |                     |        |
| 1982 | Fantasy Mission Force               | Capo delle amazzoni |        |
| 1983 | Zu Warriors from the Magic Mountain | Ting Yin            |        |
| 1983 | Lone Ninja Warrior                  |                     |        |
| 1983 | The Denouncement of Chu Liu Hsiang  | Chu Liuxiang        |        |
| 1984 | Lover and Sword                     |                     |        |
| 1984 | General Invincible                  |                     |        |
| 1988 | Gunmen                              |                     |        |
| 1988 | Profiles of Pleasure                |                     |        |
| 1989 | Seven Warriors                      |                     |        |
| 1989 | Path of Glory                       |                     |        |
| 1993 | Painted Skin                        | Studioso            |        |
| 1993 | Fong Sai-yuk                        | Chan Ka-lok         | Ospite |
| 1993 | Fong Sai-yuk II                     | Chan Ka-lok         |        |
| 1994 | Shaolin Popeye 2: Messy Temple      |                     |        |
| 2001 | The Dark Tales                      |                     |        |
| 2012 | Saving General Yang                 | Yang Ye             |        |

### Televisione
| Anno | Titolo                               | Ruolo                             | Note |
| ---- | ------------------------------------ | --------------------------------- | ---- |
| 1976 | Chinese Folklore                     |                                   |      |
| 1976 | The Legend of the Book and the Sword | Chan Ka-lok / Imperatore Qianlong |      |
| 1977 | The Great Vendetta                   |                                   |      |
| 1977 | The Kingdom And The Beauty           |                                   |      |
| 1977 | Luk Siu-fung                         | Yip Koo-sing                      |      |
| 1978 | Vanity Fair                          |                                   |      |
| 1978 | The Heaven Sword and Dragon Saber    | Cheung Mo-kei                     |      |
| 1978 | One Sword                            |                                   |      |
| 1979 | Chor Lau-heung                       | Chor Lau-heung                    |      |
| 1979 | Over The Rainbow                     |                                   |      |
| 1980 | Five Easy Pieces                     |                                   |      |
| 1980 | Odd Couple                           |                                   |      |
| 1981 | Brothers Four                        |                                   |      |
| 1981 | In Love and War                      |                                   |      |
| 1981 | The Hawk                             |                                   |      |
| 1981 | The Misadventure of Zoo              |                                   |      |
| 1982 | The Switch                           |                                   |      |
| 1983 | The Sandwich Man                     |                                   |      |
| 1985 | Chor Lau-heung                       | Chu Liuxiang                      |      |
| 1986 | Legendary of Wud                     |                                   |      |
| 1986 | The Legend of Wong Tai Sin           |                                   |      |
| 1987 | Fate Takes a Hand                    |                                   |      |
| 1988 | Behind Silk Curtains                 |                                   |      |
| 1988 | Final Verdict                        |                                   |      |
| 1988 | Challenge of the Imperial Palace     |                                   |      |
| 1991 | Chronicles of Emperor Qianlong       |                                   |      |
| 1993 | The Greed of Man                     | Ting Hai                          |      |
| 1994 | Instinct                             |                                   |      |
| 1994 | Forty Something                      |                                   |      |
| 1995 | Chor Lau-heung                       | Chu Liuxiang                      |      |
| 1995 | Cold Blood Warm Heart                | Ah Bong                           |      |
| 1995 | The Legendary Chin Lung II           |                                   |      |
| 1996 | Once Upon a Time in Shanghai         | Yu Chun-hoi                       |      |
| 2004 | Blade Heart                          | Ling Fung/Yu Man-fung             |      |
| 2004 | The Conqueror's Story                | Liu Bang                          |      |
| 2005 | The Prince's Shadow                  |                                   |      |
| 2006 | Bar Bender                           | Tony Tseung                       |      |
| 2006 | Inside the Forbidden City            |                                   |      |
| 2007 | Return in Glory                      |                                   |      |
| 2009 | The King of Snooker                  | Yau Yat-kiu                       |      |
| 2009 | God of Medicine                      |                                   |      |
| 2009 | The Book and the Sword               | Imperatore Qianlong               |      |

## Discografia
- 愛人結婚了(1971)
- 紫色的戀情 (1972)
- 莫把愛情玩弄 (1972)
- 煙雨濛濛 (1973)
- 秋哥有錢 (1974)
- 紫釵記 (1975)
- 洛神·同屋共主 (1975)
- 伴侶 (1975)
- 天涯孤客 (1976)
- 寶蓮燈 (1976)
- 留住了歡笑 (1977)
- 江山美人 (1977)
- 歡樂年年 (1977)
- 倚天屠龍記 (1978)
- 陸小鳳 (1978)
- 合唱精選(1978)
- 一劍鎮神州 (1979)
- 心思思-旅美演唱歌曲精選 (1979)
- 楚留香(1979)
- 輪流傳·名劍 (1980)
- 粤語流行曲精選 (1981)
- 流氓皇帝 (1981)
- 烽火飛花 (1981)
- 飛鷹 (1981)
- 富貴榮華 (1982)
- 新蜀山劍俠 (1983)
- 夾心人·火燒圓園 (1983)
- 勁歌 (1984)
- 有求必應 (1986)
- 秋意 (1988)
- 鄭少秋精選 (1992)
- 大時代 (1993)
- 笑看風云 (1995)
- 天大地大 (1995)
- 男人四十一頭家 (1995)
- 天涯孤客 (1997)
- 最佳友情人 (1999)
- 鄭少秋世紀之選 (2001)
- 金禧經典 (2002)
- 歡樂年年(賀年專輯) (2004)
- 楚漢驕雄·血薦軒轅(鄭少秋主題曲集) (2004)
- 家傳戶曉演唱會2005 (2005)[7]